# Jin Gongdi
Pour les articles homonymes, voir Gongdi.
Gongdi des Jin (晉恭帝, pinyin Jìn Gōngdì), de son nom personnel Sima Dewen (386-421), fut le dernier empereur de la dernière dynastie Jin (règne 2 février 419-6 juillet 420). Il est assassiné sur l'ordre de Liu Yu, l'empereur Wudi de la dynastie Song du Sud, le 13 novembre 421.